# Wayside
Wayside är ett amerikansk-kanadensiskt animerat barnprogram. Wayside har sänts på Nickelodeon.

## Avsnitt
| Säsong | Avsnitt | Namn på avsnitt                            |
| ------ | ------- | ------------------------------------------ |
| 1      | 1       | Klassens ko / Dra mig i hästsvansen        |
| 1      | 2       | Möt husdjuren / Åh, store ledare           |
| 1      | 3       | Hedersklassen / Kålleponken                |
| 1      | 4       | Han "är"! / Waysides maskot                |
| 1      | 5       | Bästa vänner / Förskolekungen              |
| 1      | 6       | Myron mot Normy / Akvarieskola             |
| 1      | 7       | Barnsmiskar-kanalen / Hissen               |
| 1      | 8       | Heta steg / Hemmaland                      |
| 1      | 9       | Rektorns principer / Lärare/föräldrar möte |
| 1      | 10      | En råtta i skinande rustning / Fröken Gorf |
| 1      | 11      | Todd blir kär / Den franska kocken         |
| 1      | 12      | Musiklektion / Sagan om Todd och Tjuren    |
| 1      | 13      | Fluffigt hår                               |